# Fauna Južne Amerike
Fauna Južne Amerike obuhvaća cjelokupan životinjski svijet na ovom kontinentu koji se do formiranja Panamskog kanala razvijao u relativnoj izolaciji, a do seoba životinja s jednog na drugi kontinent moglo je doći tek nakon njegova spomenuta formiranja koje se dogodilo prije nekoliko milijuna godina. 
Životne zajednice faune prilagodile su se pojednim staništima s karakterističnim podnebljima i biljnom svijetu. Broj vrsta svakako je najveći u području kišnih šuma uz rijeku Amazonu i šumama Gvajane, a većina njih pripada kukcima, od kojih još mnogi nisu klasificirani.

## Ekološke zajednice

### Amazonas i Gvajanske šume
Šume i obilje vode koje čine bezbrojne rijeke i kraći vodeni tokovi područje Amazone učinile su jednim od najraznovrsnijih životnih zajednica na Zemlji. Mnoge vrste još nisu otkrivene, što se, ipak, svakodnevno događa, a mnoge još nisu opisane i klasificirane. Amazona i kišne gvajanske šume dom su bezbrojnim vrsta kukaca i drugih arthropoda, mnogobrojnim vrstama, ptica, majmuna (urlikavci), riba, vodozemaca i gmazova. To područje kišne šume naseljavaju različite vrste sisavaca, a uz jaguara (Panthera onca) tu su i ljenivci (Folivora), pekariji (među kojima Pecari maximus), kao i vodeni sisavci amazonski manati (Trichechus inunguis; vodeni biljojedi širokog repa) i amazonski dupini; ribe kao mesožderska riba piranja, pacu i druge Serrasalminae, bezuba riba Curimata, električna jegulja (Electrophorus electricus), pirarucu (arapaima gigas), najduže zmije na svijetu (anakonda), a uz obale glavnih tokova česti su kajmani.
- beba amazonskog manatija
- Trichechus inunguis, rasprostranjenost
- električna jegulja
- arapaima gigas
- amazonski delfin
- jaguar
- uakari majmun
- crvena piranja; autor Tony Hisgett from Birmingham, UK

### Brazilsko visočje, Gran Chaco, Urugvajska savana
Među najvećim životinjama Gran Chaca su jaguar, ocelot, puma, tapir, divovski armadilo, sisavac zvan bodljikavi mravojed (koji nije srodan mravojedima), glodavac aguti, kapibara, oko 400 vrsta riba (među njima i piranja) i brojne vrste kukaca, ptica i reptila. Na Gran Chaccu nalazimo oko 60 vrsta zmija, a identificirano je najmanje 6 vrsta otrovnih žaba.
Na Urugvajskoj savani koja obuhvaća uz Urugvaj i dijelove Brazila i Argentine gdje uz nešto šuma prevladavaju subtropski srednje visoki travnjaci od sisavaca nalazimo Guazuvirá jelena (Mazama gouazoubira), pampaskog jelena  (Ozotoceros bezoarticus), ali i najvećeg glodavca na svijetu, kapibaru, Hydrochoerus hydrochaeris.
U močvarama i sporim vodenim tokoima bazena Amazone, Parane i Paraguaya živi južnoamerička dvodihalica Lepidosiren paradoxa nazivana na brazilskom-portugalskom narodnim nazivima piramboia, pirarucu-bóia, traíra-bóia i caramuru. Dok je ova riba mlada hrani se kukcima i puževima
.
- kapibara, Hydrochoerus hydrochaeris
- Mazama gouazoubira
- Lepidosiren paradoxa
- ocelot

### Argentinski pampasi
Pampasi Argentine također imaju ograničen broj sisavaca, tu su većih vrsta gvanako (Lama guanacoe) i pamaski jelen ili guazui (Ozotoceros bezoarticus (živi sve od pantanala do pampasa), a od grabežljivaca puma. Današnji konji i goveda uvoz su iz Europe. Od manjih vrsta to je endem mara ili Dolichotis patagonum. Među pticama tu živi nandu (Rhea americana i Rhea pennata pennata), kao i niz manjih ptica među kojima je poznata Furnarius rufus koja na granama drveća gradi gnijezda od blata.
Ovdje se može dodati i to da je Argentina poznata po uzgoju goveda čiji su čuvari poznati pod imenom vakerosi.
- gnijezdo od blata ptice Furnarius rufus
- Furnarius rufus, gradnja gnijezda
- veliki nandu, Rhea americana
- tri patagonske mare
- pampaski jelen

### Južnočileanske šume
U južnočileanskoj šumi na jugu kontinenta visok je postotak endemskih vrsta. Tigrice i kolibrići žive na Tierri de Fuego ili Ognjenoj zemlji. Od sisavaca tu se još očuvala jedna od najprimitivnijih vrsta, to je oposum poznat pod znanstvenim nazivom Rhyncholestes raphanurus.
- Rhyncholestes raphanurus

### Visoke Ande
Na visokim Andama zbog siromašne vegetacije, surovog i hladnog okružja i rijetkog zraka prilagodilo se tek nekoloiko vrsta sisavaca, to su gvanako (Lama guanicoe) i vikunja (Vicugna vicugna), jelen i brojni glodavci, uključujući viskače, činčile i zamorčići, a od grabežljivaca lisica, očalasti medvjed (Tremarctos ornatus; jedina je vrsta medvjeda u Južnoj Americi) i puma. Od ptica treba spomenuti i najveću među njima, to je kondor (Vultur gryphus).
- Tremarctos ornatus
- andski kondor
- vikunja
- gvanako
- činčila

### Sušna zapadna obala
Sušna zapadna obala zauzima usko područje od južnog Perua do do Sjevernog Čilea, gdje je upečatljiva pustinja Atacama. Bogatstvo životinjskih vrsta nalazi se tek prd njezinom obalom. More je bogato soli, a vode vrve životom od planktona do riba kao što je peruanski inčun Engraulis ringens, koji osiguravaju hranu za više razine morskih zajednica kao što su morske ptice i morski lavovi. Među ovim životinjama ima i endemskih vrsta. Među pticama prisutne su zovoji, pingvini, razne vrste galebova, čigre, kormorani, pelikani i druge. Tri vrste ovdašnjih ptica Phalacrocorax bougainvillii, Sula variegata i Pelecanus occidentalis koje u milijunima žive po malenim otocima uz obalu stvaraju golemu količinu izmeta koji je na velikoj cijeni kao gnojivo.
U pustinji Atacami krajolik sliči na mjesečevu pvršinu, a njezini stanovnici žive u ekstremnim uvjetima. To je dom za nekoliko vrsta reptila (Liolaemus nitidus u slanjači Atacama, Microlophus atacamensis, razne vrste iguana) ali i vodozemaca (Rhinella atacamensis) i ptica (ugrožena Eulidia yarrellii) a od sisavaca endem Phyllotis darwini, lisica Lycalopex griseus i viskača (porodica Chinchillidae)
- Pseudalopex griseus
- Phyllotis darwini
- Rhinella atacamensis
- Eulidia yarrellii
- Phalacrocorax bougainvillii